# Lăng Trường Thanh
Lăng Trường Thanh (tên Hán 長清陵), tức lăng Hiển Tôn Hiếu Minh Hoàng đế - Nguyễn Phúc Chu (sinh ngày 11 tháng 6 năm 1675, mất ngày 1 tháng 6 năm 1725), là vị Chúa thứ sáu của 9 đời Chúa Nguyễn, còn gọi là chúa Minh, Quốc Chúa hay Nguyễn Hiển Tông.

## Vị trí
Lăng thuộc địa phận núi Kim Ngọc, huyện Hương Trà, nay thuộc thôn Kim Ngọc, xã Hương Thọ, thành phố Huế. Lăng nằm ở tả ngạn dòng Tả Trạch, cách bờ sông 250m (số liệu đo trên bản đồ Google, so với 800m đề cập trong tài liệu tham khảo), cách trung tâm thành phố Huế khoảng 10,5 km đường chim bay về hướng tây-nam.
Lăng Trường Thanh nằm cách Lăng Trường Mậu của Chúa Nguyễn Phúc Thái khoản 350m về hướng Đông Bắc.

## Bố cục kiến trúc
Lăng nằm trên đồi, xoay mặt về hướng đông-nam, trước mặt là đồng ruộng, với một hệ thống bậc cấp dẫn lên cổng.
Cấu trúc lăng cũng gồm 2 vòng thành như lăng mộ các chúa Nguyễn khác. Vòng thành ngoài của lăng chu vi 120,5m, thành cao 1,96m. Vòng thành trong chu vi 70,3m, thành cao 2,05m. Hai trụ cổng của vòng thành trong dẫn vào mộ có trang trí hình kỳ lân.
Mộ gồm 2 tầng. Tầng trên rộng 136 cm, dài 212 cm, cao 22 cm. Tầng dưới rộng 193 cm, dài 258 cm, cao 27 cm. Hương án của lăng vẫn còn khá nguyên vẹn và rất đẹp. Bình phong sau mộ vẫn lưu giữ được hình tượng rồng, cây cúc bên trái và cây tùng bên phải.

## Tình trạng
Năm 2009 và năm 2015, con cháu Nguyễn Phúc tộc đã đóng góp trùng tu, tôn tạo lại khu lăng mộ này. Công trình đã được UBND tỉnh Thừa Thiên Huế công nhận là di tích cấp tỉnh từ năm 2018.